# Karád, Somogy
Karád  este un sat în districtul Fonyód, județul Somogy, Ungaria, având o populație de 1.610 locuitori (2011). 

## Demografie
Componența etnică a satului Karád
     Maghiari (88,4%)
     Romi (7,62%)
     Germani (3,42%)
     Necunoscut (0,56%)
     Alții (0,56%)
Componența confesională a satului Karád
     Romano-catolici (58,57%)
     Fără religie (4,16%)
     Reformați (3,29%)
     Luterani (1,18%)
     Necunoscută (31,74%)
     Alte religii (1,8%)
Conform recensământului din 2011, satul Karád avea 1.610 locuitori. Din punct de vedere etnic, majoritatea locuitorilor (88,4%) erau maghiari, existând și minorități de romi (7,62%) și germani (3,42%). Apartenența etnică nu este cunoscută în cazul a 0,56% din locuitori.  Din punct de vedere confesional, majoritatea locuitorilor (58,57%) erau romano-catolici, existând și minorități de persoane fără religie (4,16%), reformați (3,29%) și luterani (1,18%). Pentru 31,74% din locuitori nu este cunoscută apartenența confesională.